# Telus World of Science Edmonton
Telus World of Science Edmonton est un musée scientifique à Edmonton, en Alberta qui comprend un planétarium, un observatoire astronomique et un théâtre IMAX. 
Le centre est rebaptisé l'Odyssium après un agrandissement et une rénovation de 14 millions de dollars en 2001. En 2005, le centre adopte son nom actuel.
Conçu par l'architecte Douglas Cardinal, il ouvre le 1er juillet 1984, la Fête du Canada. Il remplace le planétarium Queen Elizabeth II, situé à proximité, qui restera fermé pendant quatre décennies avant de rouvrir en 2023.
En 2014, le complexe commence une expansion majeure.